# La Chapelle-Bertin
La Chapelle-Bertin è un comune francese di 61 abitanti situato nel dipartimento dell'Alta Loira della regione dell'Alvernia-Rodano-Alpi.

## Società

### Evoluzione demografica
Abitanti censiti